# Sid Lee
Pour les articles homonymes, voir Diesel.
Sid Lee (anciennement Diesel) est une société internationale de services créatifs fondée à Montréal, au Québec, au Canada. Elle possède des bureaux à Toronto, New York, Los Angeles, Seattle et Paris. L'agence offre des services dans les domaines de l'image de marque, du marketing numérique et social, de la publicité, de l'analyse des données, de l'architecture et du design de détail (en), du contenu de marque et du divertissement.

## De Diesel à Sid Lee
En 1993, Philippe Meunier et Jean-François Bouchard fondent l'agence de publicité Diesel à Montréal.
Diesel se fait rapidement connaître par des campagnes innovantes : une campagne exclusivement radiophonique pour la brasserie Sleeman et la création d'une flotte d'épaves de voitures couvertes de graffitis pour la chaîne de pizzerias Pizzédélic.
Avec l'essor d'Internet au milieu des années 1990, Diesel a rapidement pris le virage numérique. L'agence a été l'une des premières au Québec à se doter d'un site Web commercial.
Après avoir été l'un des clients de Diesel, Bertrand Cesvet se joint à l'entreprise en 1997. À l'approche du tournant du siècle et alors que la révolution numérique est sur le point de transformer l'industrie, Diesel fusionne avec Stratège Média en 1999 et ajoute Martin Gauthier et Daniel Fortier à son équipe de direction.
C'est également à cette époque que Diesel a développé une relation commerciale avec le Cirque du Soleil, une organisation qui allait s'imposer comme un créateur innovant dans son secteur.
En 2007, Diesel a changé son nom en Sid Lee pour éviter d'être confondu avec la marque de vêtements. Sid Lee est en fait une anagramme de Diesel.

## Sid Lee International et la diversification de ses activités
En 2008, Sid Lee décroche le compte mondial d'Adidas Originals (en). Dans le cadre de ce partenariat, l'agence ouvre des bureaux à Amsterdam en 2008 et à Paris en 2009, dans ce que Bertrand Cesvet décrit comme « un tourbillon semi-contrôlé d'enthousiasme sans limites ».
En 2009, Sid Lee a réalisé que l'avenir du commerce de détail dépendait de la capacité d'une marque à attirer les clients dans ses magasins et de la manière dont elle interagit avec ses consommateurs. Cette réflexion a conduit à la création de Sid Lee Architecture, une nouvelle branche de l'agence fondée par Jean Pelland et Martin Leblanc.
Le bureau de Toronto a ouvert en 2010, une initiative dirigée par Vito Piazza.
Sid Lee a ajouté un bureau à New York en 2012 et un autre à Los Angeles en 2014.
En 2012, Sid Lee et le Cirque du Soleil ont lancé C2 Montréal, une conférence internationale annuelle visant à  faciliter la collaboration et le réseautage au sein des communautés d'affaires et de création.
Lors du Festival international de la créativité de Cannes 2013, le cabinet a annoncé le lancement de Sid Lee Entertainment, visant à créer des expériences et des contenus engageants pour ses clients.
Le cabinet a conçu la campagne de marketing We The North des Raptors de Toronto en 2014.
Le 6 juillet 2015, Sid Lee a été rachetée par kyu, l'unité opérationnelle stratégique de Hakuhodo, qui est actuellement dirigée par le PDG Michael Birkin (en).
Le 20 octobre 2017, Sid Lee Paris a racheté YARD, une agence française de création et de production.
En 2019, Sid Lee a poursuivi son expansion aux États-Unis, alors que Hornall Anderson (en), Infrared et Red Peak ont rejoint l'agence. Digital Kitchen (en) est également devenu membre de sa communauté de talents. Dans le sillage de ces développements, l'agence a renforcé sa présence américaine avec un bureau à Seattle.